# Czereszowo (obwód Ruse)
Czereszowo (bułg. Черешово) – wieś w Bułgarii, w obwodzie Ruse, w gminie Sliwo pole. Według danych szacunkowych Ujednoliconego Systemu Ewidencji Ludności oraz Usług Administracyjnych dla Ludności, 15 czerwca 2020 roku miejscowość liczyła 109 mieszkańców.

## Zabytki
Cerkiew Św. Bogurodzicy we wsi jest jedną z najstarszych w regionie, wybudowana została w 1865 roku. We wsi znajduje się czitaliszte i tablica upamiętniająca poległych w wojnach.

## Osoby związane z miejscowością

### Urodzeni
- Atanas Sawczew – bułgarski rewolucjonista, członek WMORO, czetnik Michaiła Czakowa[4].